# Mebendazol
Mebendazol is een geneesmiddel, een anthelminthicum (middel tegen wormen).
Het wordt in het darmkanaal slecht tot niet opgenomen wat het voor de toepassing dus ideaal maakt. Voor besmetting met spoelwormen (ascariasis) en aarsmaden (enterobiasis) is het in België en Nederland het middel van eerste keuze, en zonder recept verkrijgbaar bij de apotheek. Voor zwangeren en kinderen onder de 2 jaar wordt niettemin aangeraden voor gebruik eerst de huisarts te raadplegen.
De stof is opgenomen in de lijst van essentiële geneesmiddelen van de WHO.

## Werking
Mebendazol leidt langzaam tot immobilisatie en dood van de worm door selectief en onomkeerbaar de opname van glucose door de worm te blokkeren. Het is tevens een toxine die op de spoelfiguur werkt en leidt tot chromosomale non-disjunctie. Dit proces vergt enkele dagen.